# Seongnam
Seongnam é uma cidade da província de Gyeonggi-do, na Coreia do Sul. Com 1.023.009 habitantes, é uma das mais populosas da Região Metropolitana de Seul. Consiste em três unidades administrativos: distrito de Bundang, distrito de Jungwon e distrito de Sujeong.

## Economia
Várias grandes empresas migraram suas sedes do centro de Seul para Seongnam para ajudar no plano do governo de acelerar a dispersão da população da capital para seus subúrbios e aliviar a congestionada área metropolitana de Seul. Seongnam atualmente assenta diversas empresas de importância como Korea Telecom (KT), Naver e HD Hyundai.
Pangyo Techno Valley é o principal complexo industrial de Seongnam. A Nowcom tem sede em Pangyo. Devido à sua importância, Pangyo agora serve como uma área central de Seongnam, substituindo o antigo centro da cidade no nordeste de Jungwon e Sujeong.

## Esportes
Seongnam FC é um clube de futebol profissional com sede na cidade. O clube agora compete na K League 2.

## Educação
Seongnam é conhecida por ter um dos mais altos padrões educacionais. A Dong Seoul University e a Gachon University são as principais universidades da cidade. Muitas escolas secundárias oferecem educação competitiva e rigorosa aos estudantes locais.
Seongnam está sob a jurisdição do Escritório Provincial de Educação de Gyeonggi. O escritório municipal de educação reporta-se ao Superintendente Provincial de Gyeonggi e está localizado em Seohyeon-dong, distrito de Bundang.
A única escola internacional da cidade é a Korea International School - Pangyo. Seongnam abriga a Seongnam Foreign Language High School e o campus principal da Universidade Gachon.

## Cultura e turismo
O Centro de Artes de Seongnam inclui três teatros: a ópera, a sala de concertos e o teatro conjunto. Inclui também o salão de artes principal e o salão de artes do cubo, uma academia, fontes musicais, instalações recreativas ao ar livre e instalações de lazer.
- Namhansanseong

- Centro Ecológico Pangyo

- Museu Pangyo

- Parque Central de Bundang

## Cidades irmãs
Seongnam possui as seguintes cidades irmãs:
- Aurora, Estados Unidos (1992)
- Piracicaba, Brasil (1986)
- Shenyang, China (1998)